# Sarará
Sarará, właśc. Olavo Flores Soares (ur. 4 sierpnia 1931 w Porto Alegre, zm. 6 sierpnia 2013) – brazylijski piłkarz, występujący na pozycji pomocnika.

## Kariera klubowa
Karierę piłkarską Sarará rozpoczął w Cruzeiro Porto Alegre pod koniec lat czterdziestych. W latach 1948–1955 występował w Grêmio Porto Alegre. Z Grêmio zdobył mistrzostwo stanu Rio Grande do Sul – Campeonato Gaúcho w 1949 roku. W latach 1956–1958 był zawodnikiem São Paulo FC. Z São Paulo zdobył mistrzostwo stanu São Paulo – Campeonato Paulista w 1957 roku.
Później występował jeszcze w Américe Belo Horizonte i Sporcie Recife.

## Kariera reprezentacyjna
W 1956 roku Sarará został powołany do reprezentacji Brazylii na Mistrzostwa Panamerykańskich, które Brazylia wygrała. Na turnieju w Meksyku był rezerwowym i nie wystąpił w żadnym meczu. Nigdy nie zdołał zadebiutować w reprezentacji.